# Volksschule
Volksschule [ˈfɔlksˌʃuːlə] (« école du peuple ») est un terme allemand qui désigne généralement l'établissement d'enseignement correspondant à la période d'instruction obligatoire.

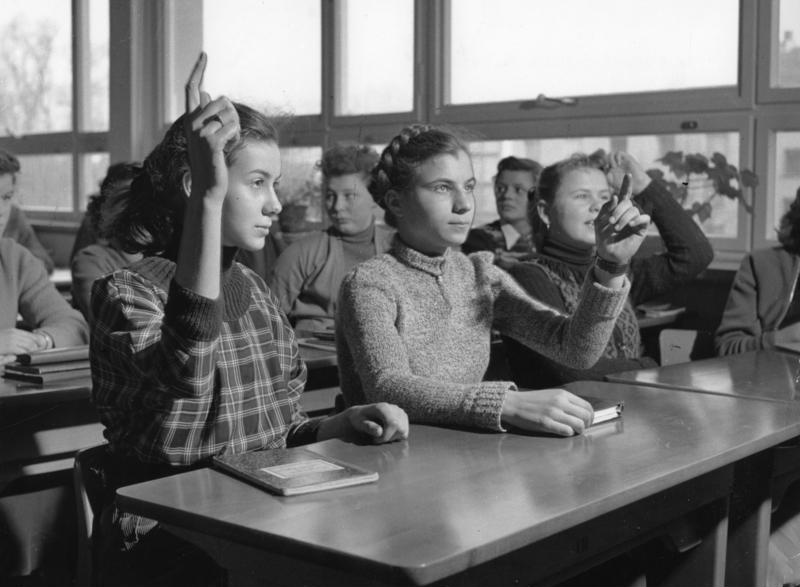
Élèves à Bonn en 1954.

En Allemagne et en Suisse, il équivaut donc à l'enseignement primaire combinée (Grundschule et Primarschule) et à l'enseignement secondaire inférieur (Hauptschule ou Sekundarschule). En Autriche, le terme Volksschule est uniquement utilisée pour l'école primaire.